# Flowersia campylopus
Flowersia campylopus är en bladmossart som beskrevs av O. Griffin och William Russell Buck 1989. Flowersia campylopus ingår i släktet Flowersia och familjen Bartramiaceae. Inga underarter finns listade i Catalogue of Life.